# شهرستان شونچانگ
شهرستان شونچانگ به زبان چینی (ساده) 顺昌县 و به چینی چینی سنتی 順昌縣 یک شهرستان‌های جمهوری خلق چین در چین است که در نانپینگ واقع شده‌است.
 شهرستان شونچانگ  ۲۴۲٬۰۰۰ نفر جمعیت دارد.